# لینویل (آیووا)
لینویل (به انگلیسی: Lineville) شهری در ایالت آیووا کشور ایالات متحده آمریکا است که جمعیت آن در سرشماری سال ۲۰۱۰ میلادی، ۲۱۷ نفر بوده‌است.